# Droga wojewódzka 536
Die Droga wojewódzka 536 (DW 536) ist eine 13,5 Kilometer lange Droga wojewódzka (Woiwodschaftsstraße) in der polnischen Woiwodschaft Ermland-Masuren, die Iława mit der Droga krajowa 15 verbindet. Die Straße liegt im Powiat Iławski.

## Straßenverlauf
Woiwodschaft Ermland-Masuren, Powiat Iławski
- 00 km  Kreisverkehr, Iława (Ostródzka) (Deutsch Eylau) (DK 16)
- 00,4 km  Ziemowita
- 00,5 km  Tankstelle (BP)
- 00,7 km  Brücke (Viadukt) (Bahnstrecke Poznań–Toruń)
- 00,9 km  Piaskowa
- 01,2 km  Brücke (Iławka)
- 01,6 km  Składowa
- 01,8 km  Kreisverkehr, Lubawska
- 02,0 km  Kolejowa
- 02,1 km  Warsztatowa
- 02,4 km  Usługowa
- 02,5 km  Kreisverkehr, Długa
- 02,7 km  Komunalna, Kręta
- 02,7 km  Tankstelle (Grupa LOTOS)
- 02,9 km  Tankstelle (PKN Orlen)
- 02,7 km  Słoneczna
- 04,3 km  Dziarny (Groß Sehren)
- 06,5 km  Dziarnówko (Klein Sehren)
-  Brücke (Drwęca)
- 10,7 km  Rodzone (Rosen)
- 13,5 km  Sampława (Samplau) (DK 15)